# Cirrospilus neotropicus
Cirrospilus neotropicus är en stekelart som beskrevs av Patricia Diez och Fidalgo 2004. Cirrospilus neotropicus ingår i släktet Cirrospilus och familjen finglanssteklar.
Artens utbredningsområde är:
- Bolivia.
- Colombia.
- Honduras.

Inga underarter finns listade i Catalogue of Life.